# San Vicente (volcan)
Pour les articles homonymes, voir San Vicente.
Le volcan de San Vicente, ou Chinchontepec en nahuatl (« Montagne des deux seins »), est situé au Salvador, dans les départements de San Vicente et de La Paz, à quelques kilomètres de la ville San Vicente.
Avec ses 2 182 m d'altitude c'est le second plus haut volcan du Salvador après celui de Santa Ana, sa deuxième pointe culmine à 2 083 m. Sur le versant sud, à la base du volcan, il existe des sources d'eaux thermales connues comme Infernillos (« petit enfer ») et d'où émanent des colonnes de vapeurs d'eau et de soufre.